# Alatina alata
Alatina alata är en nässeldjursart som först beskrevs av Reunaud 1830.  Alatina alata ingår i släktet Alatina och familjen Alatinidae. Inga underarter finns listade i Catalogue of Life.